# Hans Pirius
Hans Pirius, né le 9 janvier 1992 à Berlin, est un coureur cycliste allemand.

## Palmarès sur route
- 2015
  - 3e de la Neuseen Classics
  - 3e du Tour de l'Oder

### Classements mondiaux
| Année           | 2013 |
| --------------- | ---- |
| UCI Europe Tour | 865e |

## Palmarès sur piste

### Championnats d'Allemagne
- 2010
  -  Champion d'Allemagne de la course aux points juniors
  -  Champion d'Allemagne de poursuite par équipes juniors (avec Lucas Liss, Ruben Zepuntke et Justin Wolf)
  -  Champion d'Allemagne de l'américaine (avec Lucas Liss)
- 2012
  - 3e de la poursuite par équipes
- 2014
  - 3e de la poursuite par équipes
- 2017
  - 3e de l'américaine